# Wichard Woyke
Wichard Woyke (* 26. Dezember 1943 in Wollstein) ist ein deutscher Politikwissenschaftler und Professor an der Westfälischen Wilhelms-Universität Münster.

## Leben
Woyke studierte ab 1965 Politikwissenschaft, Wirtschaftswissenschaften und Soziologie an der Freien Universität Berlin und legte dort 1969 sein Diplom ab. Anschließend war er wissenschaftlicher Assistent an der Westfälischen Wilhelms-Universität Münster, wo er 1974 promoviert und zum Akademischen Rat ernannt wurde und sich 1984 in Politikwissenschaft habilitierte.
Woyke war Gastprofessor in den USA (1987 an der Washington University in St. Louis, Missouri, 1993 und an der Ohio Wesleyan University) und Frankreich (1988 an der Université Franche-Comté in Besançon, 1994 an der Universität Pierre Mendès-France Grenoble II, 2003 am Institut d’études politiques in Lille).
Ab 1991 war Woyke am Fachbereich Sozialwissenschaften ERASMUS-Beauftragter. Ab dem Wintersemester 2004/2005 war er Dekan der Philosophischen Fakultät, zuvor war er Dekan des Fachbereiches Sozialwissenschaften.
Woyke ist Mitglied der Deutschen Gesellschaft für Politikwissenschaft (DGfP), der Deutschen Vereinigung für Politikwissenschaft (DVPW), der Deutschen Gesellschaft für Auswärtige Politik (DGAP), dem Arbeitskreis Europäische Integration (AEI), der Association Française de Science Politique (AFSP), der International Studies Association und der Conference Group on German Politics (CGGP/USA). Außerdem ist er Herausgeber der Zeitschrift Politische Bildung, der Reihe uni studien Politik und des Handwörterbuchs des politischen Systems der Bundesrepublik Deutschland.
2001 wurde Woyke die Ehrendoktorwürde der Universität Klausenburg (Rumänien) verliehen. Im Jahre 2009 wurde Woyke emeritiert.

## Forschungsschwerpunkt
Ein Schwerpunkt seiner Arbeiten betrifft die internationale Politik. Nachdem das internationale System stark vom Ost-West-Konflikt beeinflusst wurde, befindet sich das internationale System aktuell in einem Wandlungsprozess. Woyke sieht im aktuellen internationalen System verschiedene charakteristische Ausprägungen. So sieht er die National- und Territorialstaaten, trotz der zunehmenden Entwicklung hin zur Wirtschafts- und Gesellschaftswelt, weiterhin als die zentralen Akteure für das internationale System an. Durch das Souveränitäts- und Territorialprinzips haben die Staaten politische Macht, doch durch die steigende Anzahl von globalen Problemen nehmen ihre Möglichkeiten zum Lösen dieser Probleme ab. Das Souveränitätsprinzip verspricht zwar eine „formale Gleichheit zwischen den einzelnen Staaten“, jedoch kann die USA durch ihre Machtressourcen eine unipolare Vorherrschaftsfunktion einnehmen.
Eine weitere Charakteristik sieht Woyke in der steigenden Anzahl internationaler Organisationen in der internationalen Politik, einerseits die International Governmental Organisation (IGO) als auch den International Non-Governmental Organisations (INGO) sind als Akteure in der internationalen Politik tätig. Neben diesen beiden zählen auch die transnationalen Konzerne dazu. Auch die Globalisierung hat eine wichtige Rolle in der internationalen Politik eingenommen, da die Globalisierung eine immer engere Abhängigkeit zwischen den Staaten schafft. Denn so nehmen beispielsweise die grenzüberschreitenden Aktionen zwischen Staaten in den Bereichen der Wirtschaft, Wissenschaft und Kommunikation weiter zu.
Ein weiterer Punkt ist die Zunahme an „regionalen Machtzentren“, wie die Europäische Union, die Free Trade Area of the Americas (FTAA) oder die OPEC und der daraus entstehenden Multipolarität.
Zudem hat eine Verlagerung vom Ost-West-Konflikt hin zum Nord-Süd-Konflikt zwischen Industriestaaten und Entwicklungsländern stattgefunden. Dieser Konflikt beruht auf den ungleich verteilten Macht- und Einflusspotentialen.
Auch der internationale Terrorismus ist für Woyke ein Kennzeichen für das internationale System seit den 1990er Jahren geworden. Dabei verfolgt der heutige Terrorismus bei Anschlägen neben dem Angst versetzten der gegnerischen Bevölkerung auch das Ansprechen von Befürworten, sogenannte „zu interessierenden Dritten“, der Ideologie.
War es zu Zeiten des Ost-West-Konfliktes noch die militärische Stärke die Macht ausmachte, so zeichnet sich heutzutage nach Woyke die Macht von Staaten beispielsweise durch industrielle und finanzielle Leistungskraft einer Volkswirtschaft oder durch das Bestehen von Garantien für die soziale Sicherheit aus.
Durch die Ausbreitung der Demokratie käme es zu einer Stabilisierung des internationalen Systems, da Demokratien normalerweise keinen Krieg gegeneinander führen.
Ein weiteres Kennzeichen des internationalen Systems ist nach Woyke, dass der Raum der OECD – Länder stabiler und sicherer geworden sind, jedoch in anderen Teilen der Welt es zu Gewaltausbrüchen, aufgrund von ethisch-nationalistischen Motiven kommt.
Um die Steuerungsfähigkeit des internationalen Systems aufrechterhalten zu können, müssten nach Woyke die Nationalstaaten die auftretenden internationalen Herausforderungen als global betrachten und die internationale Politik stärker verregelt werden.
Neben der internationalen Politik beschäftigt sich Woyke mit der Außenpolitik Frankreichs. In seinem 2004 erschienenen Buch Deutsch-französische Beziehungen seit der Wiedervereinigung geht er dabei auf die Sichtweisen der beiden Staaten zu verschiedenen Politikbereichen ein. Zunächst geht Woyke auf die unterschiedlichen Auffassungen über eine mögliche Europakonzeption der beiden Staaten ein. Frankreich war nach dem Zweiten Weltkrieg der Ansicht, dass Staaten eine dominante Rolle spielen und keine Kompetenzen an eine übergeordnete Autorität abgeben sollten. Frankreich wollte durch seine Europapolitik Deutschland kontrollieren, indem man es in das westliche Bündnis holte, und Europa sollte unter französischer Führung in der Weltpolitik tätig werden. Deutschland suchte hingegen die Einbindung in den europäischen Integrationsprozess.
In der Integrationsforschung der Europäischen Union liegt ein weiterer Forschungsschwerpunkt Woykes. So verweist Woyke darauf, dass die deutsch-französische Kooperation eine wichtige Impulsfunktion für den europäischen Integrationsprozess hat. Schließlich gehe der Maastrichter Vertrag auf eine deutsch-französische Initiative zurück. Auch der Amsterdamer Vertrag wurde stark von der deutsch-französischen Kooperation beeinflusst. Woyke sieht besonders die Europäische Sicherheits- und Verteidigungspolitik (ESVP) aufgrund der krisenhaften Entwicklungen an den europäischen Peripherien, dem internationalen Terrorismus und dem Unilateralismus der USA, als einen wichtigen Faktor für die zukünftige europäische Integration an.
Bereits in die 12. Auflage (erschienen 2013) geht Wichard Woykes Buch Stichwort: Wahlen. Denn als weiterer Schwerpunkt in seinen Arbeiten gilt das Politische System der Bundesrepublik Deutschland. Neben seinen Publikationen ist Woyke auch als Interviewpartner für Zeitungen, Rundfunk und Fernsehen gefragt. So äußerte er sich beispielsweise im WDR zum Ergebnis der Europawahl 2004 und interpretierte hier später auch die Ergebnisse der Bundestagswahl 2005.

## Publikationen (Auswahl)
- Wichard Woyke: Weltpolitik im Wandel. Revolutionen, Kriege, Ereignisse ... und was man daraus lernen kann. Springer VS, Wiesbaden 2016, ISBN 3-531-18006-1.

- Wichard Woyke, Johannes Varwick: Handwörterbuch Internationale Politik. 13., vollständig überarbeitete und aktualisierte Auflage, Verlag Barbara Budrich, Opladen/Toronto 2015, ISBN 978-3-8252-4518-4 (auch als Lizenzausgabe: Bundeszentrale für politische Bildung, Bonn 2016, ISBN 978-3-8389-0713-0).
- Wichard Woyke, Uwe Andersen (Hrsg.): Handbuch des politischen Systems der Bundesrepublik Deutschland. 7. Auflage. Wiesbaden 2013, ISBN 3-531-18488-1.
- Norbert Kersting, Wichard Woyke: Vom Musterwähler zum Wutbürger? Politische Beteiligung im Wandel. Aschendorff, Münster 2012, ISBN 978-3-402-12947-0.
- Wichard Woyke: Die Außenpolitik Frankreichs. Eine Einführung. Wiesbaden 2010, ISBN 978-3-531-13885-5.
- Uwe Andersen, Wichard Woyke, David Gehne: Wahlratgeber 2009 Bundestagswahl – Europawahl. Schwalbach 2009.
- Thilo Harth, Wichard Woyke: Die Europäische Union konkret. Nachgefragt in zwölf Kapiteln. Opladen 2008, ISBN 978-3-86649-149-6.
- Wichard Woyke: Deutsch-Französische Beziehungen – Das Tandem fasst wieder Tritt. 2. Auflage. Opladen 2004.
- Wichard Woyke: Bundestagswahl 2002. Wahl, Wähler, Wahlen. Opladen 2002.
- Wichard Woyke: Europäische Union – Erfolgreiche Krisengemeinschaft. München 1998.
- Josef Weindl, Wichard Woyke: Europäische Union – Institutionelles System, Binnenmarkt sowie Wirtschafts- und Währungsunion auf der Grundlage des Maastrichter Vertrages. 4. Auflage. München/Wien 1999.
- Wichard Woyke (Hrsg.): Netzwerk Weltpolitik – Die Außenpolitik von Großmächten, Mittelmächten und Regionen. Leverkusen 1989.